# حياة وزمن مايكل كي (رواية)
حياة وزمن مايكل كي (بالإنجليزية: Life & Times of Michael K) هي رواية للكاتب الجنوب أفريقي الحائز على جائزة نوبل جي إم كوتزي، نشرت عام 1983، عن دار نشر رافان بريس في جنوب أفريقيا.

## نبدة عن الرواية
روايةحياة وزمن مايكل كي تقدّم سيرة شخصية تتقاطع فيها الملامح الواقعية بالعبثية، حيث يتحوّل الاغتراب إلى وسيلة لاكتشاف الذات، والاعتزال إلى شكل من أشكال المقاومة. في جنوب أفريقيا الممزقة بالحرب، يخوض مايكل كِ، رجل "ملوّن" من طبقة مهمّشة، رحلته الخاصة نحو التحرّر من القيود الاجتماعية والسياسية من خلال حياة بسيطة في عزلة ريفية. لا يقاتل، ولا ينتمي إلى معسكر، بل يرفض الانخراط في أي نظام، ويتخذ من الزراعة هدفًا ومعنى لوجوده. يتنقل النص بين السرد الحيادي والتأمل الفلسفي، مشكّلاً لوحة وجودية تسائل معاني الحرية والكرامة والحدّ الأدنى من الاحتياجات. الرواية، ببساطتها الظاهرة، تخبئ في طياتها تمردًا صامتًا على العنف والمؤسسات، وتدعو القارئ للتفكير في معنى العيش بحريّة حتى في قلب زمن الحرب.

## أهم شخصيات الرواية
- مايكل كِ (Michael K) البطل الرئيسي للرواية.رجل "ملوّن" وُلد بشفة أرنبية، نشأ في دار أيتام.يعمل بستانيًا، ويخوض رحلة وجودية نحو العزلة والحرية.يرفض الانخراط في أي مؤسسة أو نظام، ويجد في الزراعة ملاذًا ومعنى للحياة.
- آنا كِ (Anna K) والدة مايكل، امرأة مريضة ومهمّشة.تمثل الرابط الوحيد لمايكل بالعالم الاجتماعي.موتها يشكّل نقطة تحوّل في حياة ابنها، ويدفعه نحو الاستقلال التام.
- الطبيب العسكري يظهر في الجزء الثاني من الرواية.يشرف على مايكل في المستشفى، ويُبدي اهتمامًا وجوديًا بحالته.يمثّل صوت التأمل الفلسفي في الرواية، ويطرح أسئلة حول الحرية والمعنى.
- السيد نيفو (Mr. Neff أو Mr. Robert) أحد الشخصيات الثانوية التي تظهر في الريف.يعامل مايكل باحتقار، ويجسّد السلطة الاجتماعية والتمييز الطبقي.

## اقتباسات
"لقد جاء إلى العالم لكي يعتني بوالدته." عبارة تختزل نظرة مايكل إلى ذاته، وتكشف عن مدى انصهاره في دور الابن الخادم، حتى بعد أن تخلّت عنه والدته في طفولته.

 "ما ينبت من الأرض لنا جميعاً، نحن كلنا أبناء الأرض." تعبير عن فلسفة مايكل البسيطة والعفوية في الملكية والعيش المشترك، بعيدًا عن منطق السيطرة والاستحواذ.
"بهذه الطريقة يمكن أن يعيش المرء." قالها مايكل وهو يتخيّل نفسه يرفع ملعقة من قاع البئر ليشرب منها، في مشهد رمزي عن الاكتفاء والعيش بأقل القليل.

 "حتى صاحب حالة الارتجاج الدماغي منهمك في عملية فنائه البطيئة، يعيش في الموت على نحو أكثف مما أعيشه في الحياة." اقتباس من الطبيب العسكري، يعكس قلقه الوجودي ومقارنته المؤلمة بين حياة بلا معنى وموت مشبع بالحضور.

## أسلوب الرواية
يتسم أسلوب رواية "حياة وزمن مايكل كِ " بالبساطة الظاهرة والعمق الكامن، حيث يعتمد كويتزي على لغة تقريرية محايدة في الظاهر، لكنها مشحونة بدلالات فلسفية وتأملية. لا يغرق النص في الزخرفة أو الوصف الحسي، بل يتعمّد التجريد والاقتصاد في التعبير، مما يمنح القارئ مساحة للتأمل وإعادة التأويل. يتنقل السرد بين وجهات نظر مختلفة، أبرزها صوت الراوي الخارجي وصوت الطبيب العسكري، ما يضفي على الرواية تنوعًا في المنظور ويعزز طابعها الوجودي. كما أن الإيقاع البطيء والمتأني يعكس حالة البطل النفسية، ويواكب تحوّله من التبعية إلى الاستقلال، ومن الانخراط إلى العزلة. هذا الأسلوب المتقشف في الظاهر، ينسجم تمامًا مع موضوع الرواية: التحرر من التعقيد، والبحث عن المعنى في الصمت والبساطة.

## روابط خارجية
- حياة وزمن مايكل كي (رواية) على موقع الموسوعة البريطانية (الإنجليزية)